# Grotte des Fées (Arcy-sur-Cure)
Cet article concerne la grotte des Fées du site d'Arcy-sur-Cure, Yonne. Pour les articles homonymes, voir Grotte des Fées.
Pour un article plus général, voir Grottes d'Arcy-sur-Cure.
La grotte des Fées est l'une des cavités du site des grottes d'Arcy-sur-Cure, qui sont situées sur la commune d'Arcy-sur-Cure dans le département de l'Yonne en Bourgogne, région administrative Bourgogne-Franche-Comté, France.
C'est un site archéologique préhistorique. Un vestige de Néandertalien y a été découvert en 1859, qui a rendu célèbres les grottes d'Arcy. La grotte est inscrite comme Monument historique depuis 1992.
Le réseau Grotte des Fées - Moulinot, auquel appartient la grotte, forme la plus longue cavité naturelle souterraine de l'Yonne.

## Situation
La grotte est située dans la vallée de la rivière Cure à environ 180 km au sud-est de Paris à vol d'oiseau, dans le sud du département de l'Yonne entre Auxerre (30 km au nord) et Avallon (20 km au sud-est), à 1,3 km au sud d'Arcy-sur-Cure (2 km par la route) et à moins de 10 km au nord du parc naturel régional du Morvan,.
Elle se trouve à quelque 380 m en amont de la Grande grotte. Son entrée est à environ 130 m d'altitude et est donc à moins de 5 m au-dessus du niveau actuel de la Cure (Parat donne son plancher à 3 m au-dessus de la vallée et 5 m au-dessus de l'étiage).

## Description
Son développement est de 2 820 m. Son « plancher » est à 3 m au-dessus de la vallée et 5 m au-dessus de l'étiage de la rivière.
Elle a été creusée à partir d'une diaclase à peu près verticale, ce qui lui a donné un porche triangulaire (à la différence des grottes comme la Grande grotte ou la grotte de la Hyène, creusées à partir de jonction entre des strates géologiques et qui ont des porches surmontés d'un linteau).

Porche de la grotte des Fées
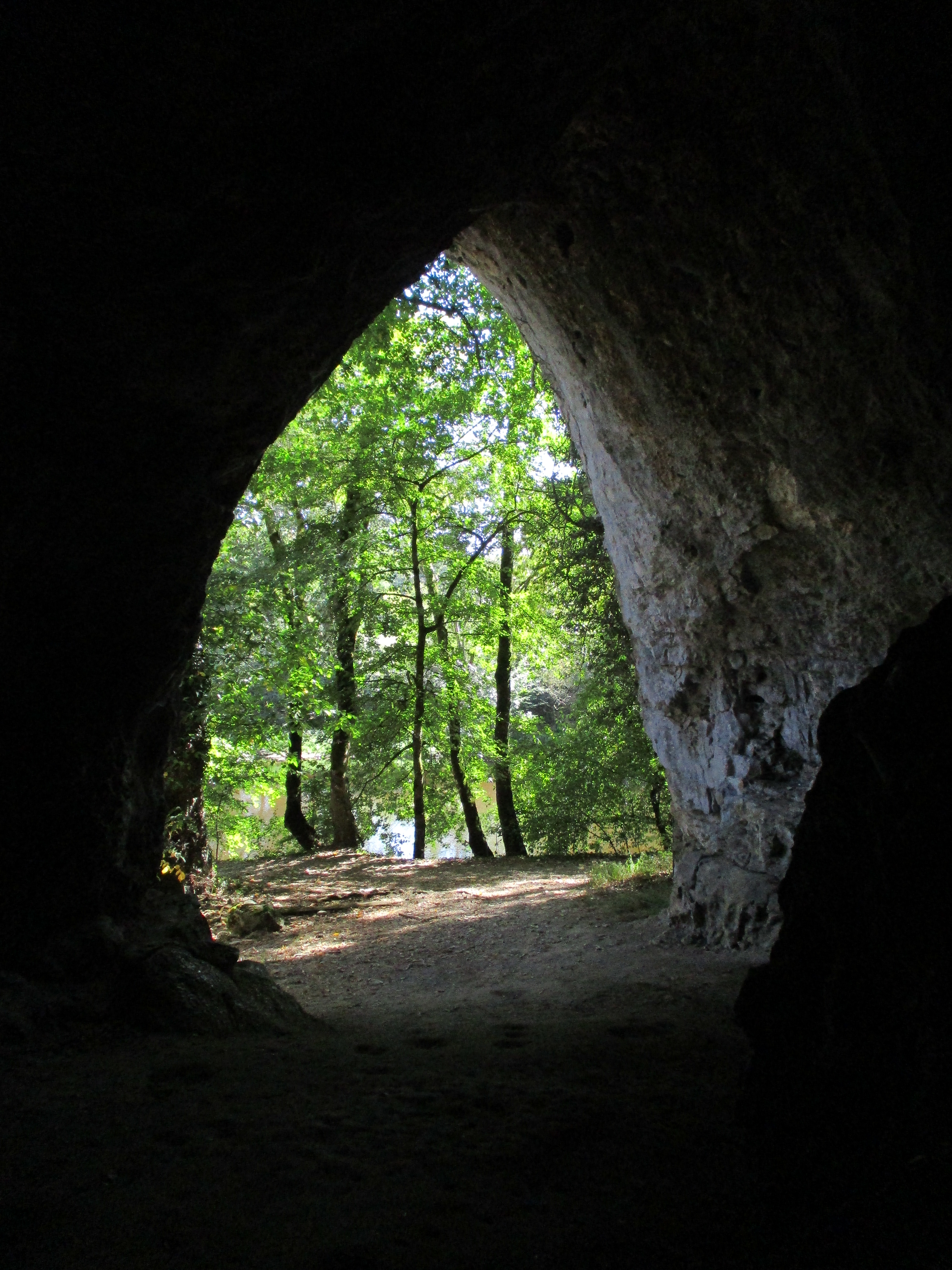
On aperçoit la Cure en contrebas

Par ailleurs, son substrat rocheux est fait de marnes qui, plus dures que le calcaire, engendrent des profils plus tourmentés. Les porches qui se trouvent dans cette roche sont restés à peu près intacts (un autre exemple du même type à Arcy est celui de la grotte des Ours).

Première salle de la grotte des Fées
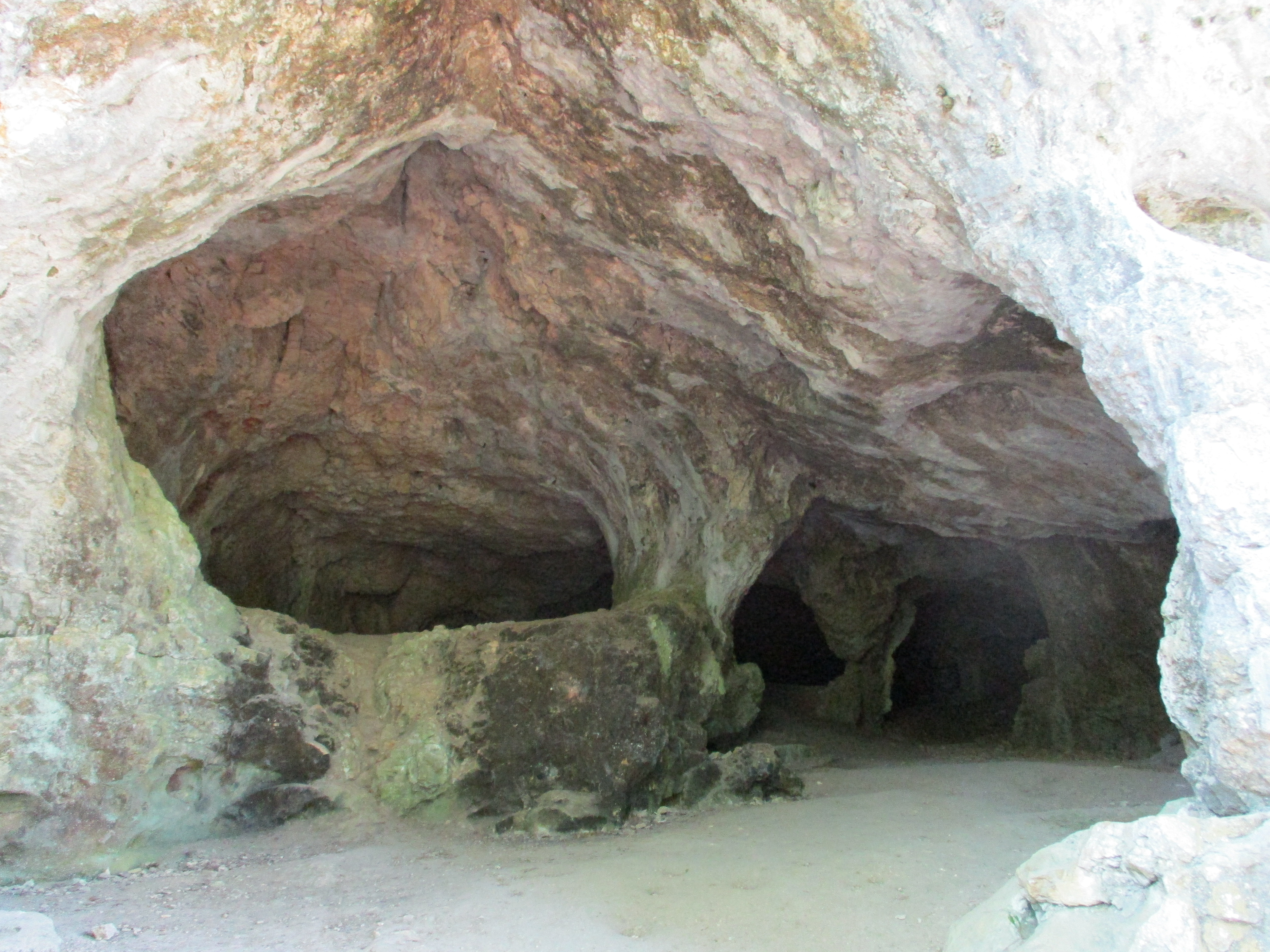
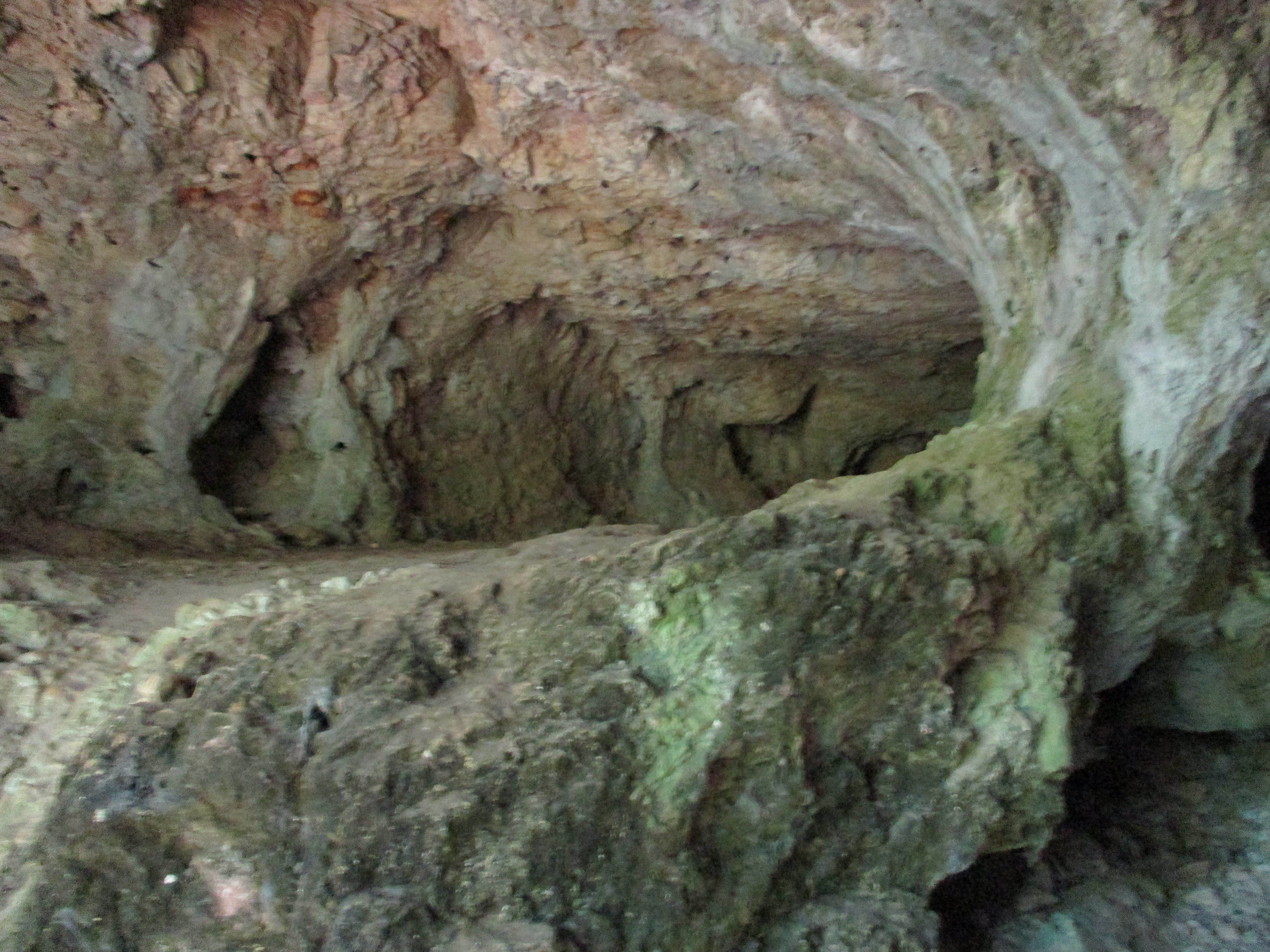
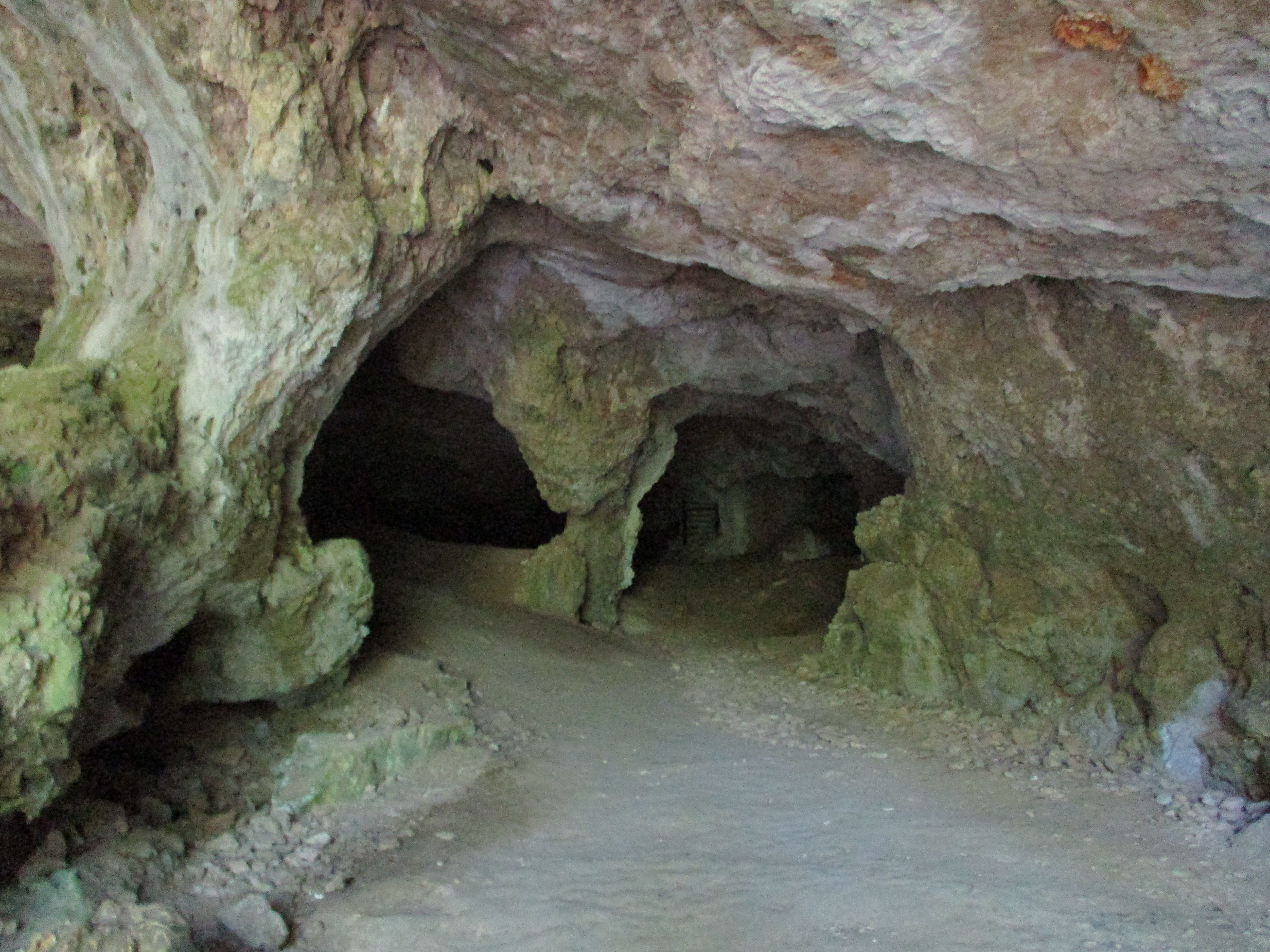

Entre la rivière et la grotte des Fées, l'abbé Parat a trouvé un mur gallo-romain qui fermait le seuil de la grotte ; sous ce mur, un chemin surélevé au-dessus du niveau de la rivière et au même niveau que les champs sur l'autre rive ; et les signes d'un remblai du bas de l'escarpement à un endroit où les éboulements avaient bloqué le passage le long de la rivière. Les blocs servant à ce remblai proviennent de la carrière antique de la Roche Taillée située plus haut dans le même escarpement que les grottes d'Arcy, à peu près à l'aplomb de la grotte des Fées. Parat pense que les pierres taillées dans la carrière étaient glissées le long de la pente jusqu'à ce chemin, plutôt que de les sortir en les montant jusqu'en haut de la falaise. De fait, l’abbé Breuil mentionne que la carrière « était desservie par (quatre chemins pratiqués à travers le rocher et) deux glissières reliant l'exploitation à un chemin (le long de la rivière) ».

## Histoire récente
La première mention écrite sur la grotte des Fées est celle en 1666 par Jacques de Clugny, ami de Colbert et lieutenant-général de Dijon, envoyé en mission officielle dans le cadre de la rédaction des « Mémoires des Intendants ». Ses descriptions partielles de la Grande grotte et de la grotte des Fées sont accompagnées de plans mais pas de croquis ni de dessins. Plutôt que de lui adjoindre un dessinateur, Colbert l'a fait accompagner par deux marbriers (ce qui indique une visite à but d'exploitation).
Le géographe François Pasumot visite également la Grande grotte et la grotte des Fées, qu'il décrit en partie et dont il fait le plan en 1763.
Des ossements et des silex ayant été découverts dans la grotte des Fées, Robineau-Desvoidy et le propriétaire des grottes y font quelques fouilles en 1853 ; ils distinguent deux couches archéologiques qu'ils attribuent à l'invasion des Barbares.
Jusqu'au milieu du XIXe siècle les vignerons d'Arcy faisaient les veillées d'hiver à la grotte des Fées.

## Archéologie
Le marquis de Vibraye y trouve en 1859 une mandibule attribuée à un Néandertalien,, et un peu plus tard une prémolaire (PM1) droite. 
Cette mandibule mérite qu'on s'y attarde, car elle a fait la célébrité du site d'Arcy. De Vibraye a décrit trois couches : 
- pour la couche inférieure, un repaire d'ours associé à des vestiges de mammouth, d'ours spéléen (Ursus spelaeus ou ours des cavernes), de Rhinoceros tichorhinus (rhinocéros laineux) et de renne.
- La couche médiane est teintée de rouge et contient des silex.
- La couche supérieure est le sol de superficie[16], un dépôt accompagné de poteries[14].

Et il écrit aussi que la mandibule vient de la couche inférieure. Elle doit donc être attribuée au Moustérien, mais il est difficile de la dater plus précisément. Cependant, venant deux ans après la découverte de la calotte crânienne de l'homme de Néandertal, elle confirme la cohabitation de l'homme antique et d'espèces animales disparues, ce qui est une nouveauté pour le XIXe siècle.
La couche 30 de cette grotte a livré une dent de cervidé de très grande taille.
Le « Périgordien supérieur » (Gravettien) de la grotte des Fées a également livré des coquillages d'origines éloignées variées.
Par ailleurs, la grotte des Fées contenait une grande quantité d'os d'ours des cavernes - un véritable ossuaire, selon D. Baffier et M. Girard.
En 1993 Jean-Claude Liger y trouve une fibule à tambour hallstattienne, provenant peut-être d'une tombe. Il semble que la grotte ait été utilisée pour plusieurs inhumations, dont une de l'âge du bronze découverte par Ficatier en 1889 et rappelée par G. Gaucher.

## Hydrogéologie
Le 1er mai 1964, le Groupe Spéléologique et Préhistorique Parat (G.S.P.P.) procède à la coloration qui met en évidence la liaison rivière des Fées-grotte de Barbe-Bleue.
En 1967, le G.S.P.P. quitte le département et devient le Spéléo-Groupe des Hauts-de-Seine. Le Groupe Spéléologique Yonne-Vercors lui succède à Arcy-sur-Cure. Explorant le réseau des Fées, il dévoile ainsi la plus longue grotte connue de l’Yonne.
En novembre 2000, Arnold Haid et Philippe Radet, assistés par Gilles Souchet, J.-Claude Liger et Christophe Petitjean, effectuent la première traversée souterraine complète du massif corallien, entre la grotte des Fées au sud et la résurgence du Moulinot au nord. À un tiers du parcours (depuis le Moulinot), ils trouvent une galerie qui pourrait rejoindre la grotte du Cheval.

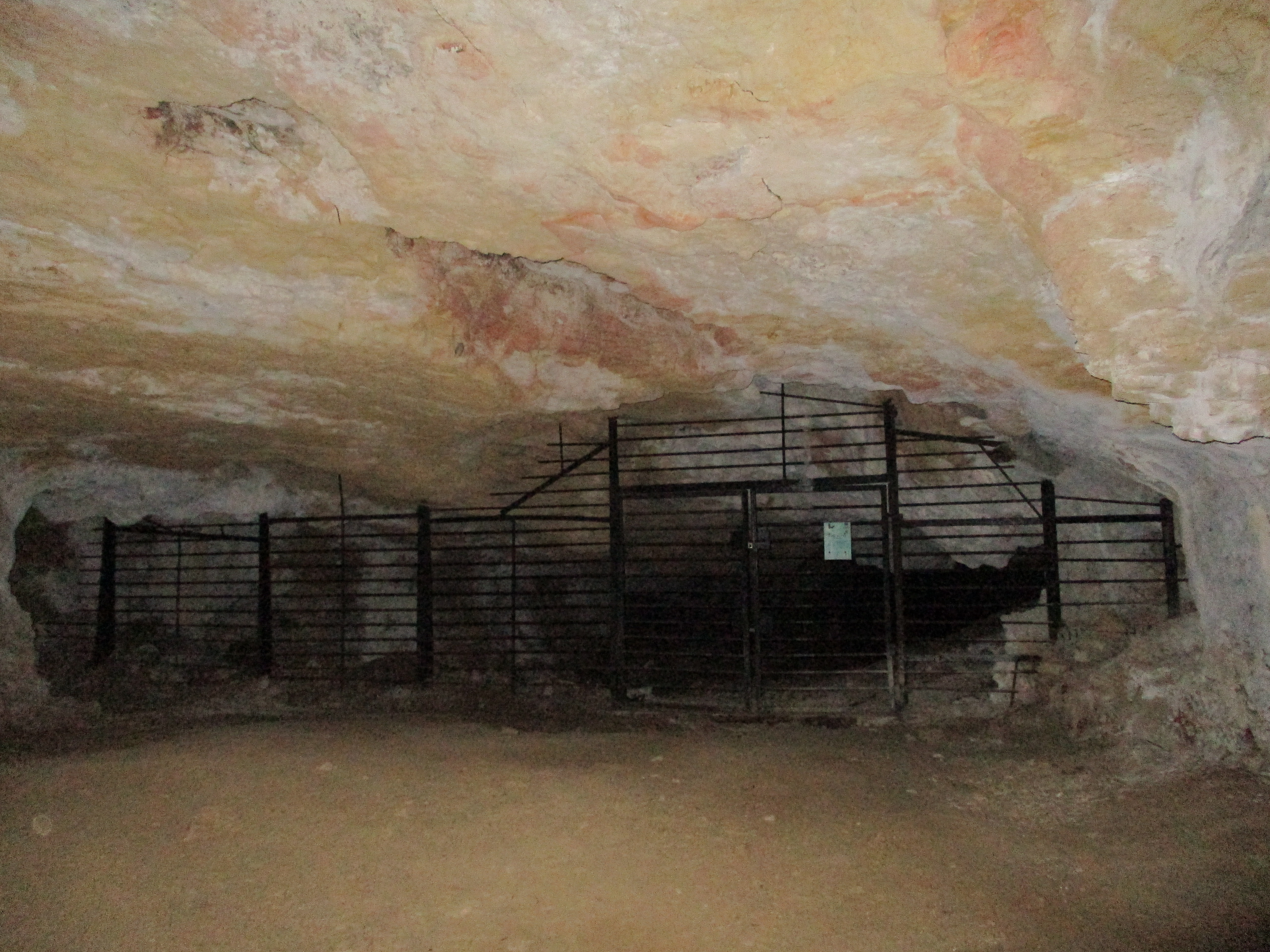
Grilles au fond de la première salle de la grotte des Fées.

## Faune vivante
Le fond de cette grotte, qui sert de sanctuaire pour quelque 300 chauves-souris de 11 races différentes, a été fermé par une lourde grille pour préserver l'habitat de ces animaux.

## Protection
La grotte des Fées d'Arcy-sur-Cure est l'une des seize cavités, grottes et galerie du site d'Arcy conjointement inscrites comme Monument historique en 1992.